# Nycterinastes
Genre
Nycterinastes est un genre d'acariens de la famille des Trombiculidae. Les espèces de ce genre parasitent les chauves-souris.

## Liste d'espèces
- Nycterinastes primus Brennan & Reed, 1973
- Nycterinastes secundus Brennan & Reed, 1973